# Alcedo
Alcedo är ett fågelsläkte i familjen kungsfiskare inom ordningen praktfåglar. Tidigare inkluderades även arter i Ceyx, Ispidina och Corythornis, men numera omfattar släktet vanligtvis följande åtta arter:
- Blåbandad kungsfiskare (A. euryzona)
- Malajkungsfiskare (A. peninsulae)
- Herkuleskungsfiskare (A. hercules)
- Menintingkungsfiskare (A. meninting)
- Kragkungsfiskare (A. semitorquata)
- Blåryggig kungsfiskare (A. quadribrachys)
- Akvamarinkungsfiskare (A. coerulescens)
- Kungsfiskare (A. atthis)